# Ancinnes
Ancinnes – miejscowość i gmina we Francji, w regionie Kraj Loary, w departamencie Sarthe.
Według danych na rok 2010 gminę zamieszkiwało 929 osób, a gęstość zaludnienia wynosiła 34 osoby/km².